# Ramón Alberto Carulla Trujillo
Ramón Alberto Carulla Trujillo Nació el 7 de diciembre de 1938,La Habana, Cuba).Su formación fue autodidacta

## Exposiciones Personales
Entre sus exposiciones personales se encuentran la realizada en 1967 en la Bacardí Art Gallery, Miami, Florida, EE. UU. En 1979 "Wall Series". Luckacs Gallery, Montreal, Canadá. En 1983 "Ramón Carulla. VI Bienal de San Juan del Grabado Latinoamericano", Sala de Exposiciones del Instituto de Cultura Puertorriqueña, San Juan, Puerto Rico. En 1998 "Ramón Carulla. The Dreamers". Cuban Collection Fine Art, Coral Gables, Florida, EE. UU.

## Exposiciones Colectivas
Al realizar una selección de sus exposiciones colectivas podemos mencionar en 1965 "I Bienal de Artistas Noveles de Cuba". Centro de Arte Internacional, La Habana, Cuba. En 1983 "Sexta Bienal de San Juan del Grabado Latinoamericano". Arsenal de la Marina, San Juan, Puerto Rico. En 1986 participó en la "8th International Exhibition of Graphic Art: Triennial of Graphic Art". Frechen, R.F.A. Continúo participando en numerosos eventos nacionales e internacionales tales como la "International Print Biennale Cracow", 1991. Cracovia, Polonia en 1991 y la" The 3rd. Sapporo International Biennial". Hokkaido Museum of Modern Art, Sapporo, Japón.

## Premios
Durante su carrera ha obtenido los siguientes premios en 1973/1979 Cintas Foundation Fellowship, Nueva York, EE. UU. En 1980 The Simon Daro Daridowicz Painting Award. Metropolitan Museum & Art Center, Coral Gables, Florida, EE. UU. En 1988, Premio del 8.º Mini Print Internacional de Cadaqués 1988, Taller Galería Fort, Cadaqués, Barcelona, España. En 1994 Mención de Honor. IX Bienal Iberoamericana de Arte. Dibujo y Grabado, Palacio de Bellas Artes, México, D.F., México.

## Colecciones
Su trabajo forma parte de las colecciones de la Bienal Internacional de Grabado, Cabo Frío, Brasil, del Centre International d’Art Contemporain, París, Francia, del Cincinnati Art Museum, Cincinnati, Ohio, de la Cintas Foundation, INC, Nueva York,entre otras muchas instituciones y colecciones de arte del mundo.
- Datos: Q11702023